# Джон Кейсик
Джон Ричард Кейсик (роден на 13 май 1952 г.) е американски политик, губернатор на щата Охайо, член на Републиканската партия.
На 21 юли 2015 г. Кейсик официално обявява своята кандидатура за Президент на САЩ. Той е другият сериозен съперник на Доналд Тръмп за номинацията на Републиканската партия редом с Тед Круз. Спира кампанията си на 4 май 2016 г.

## Ранни години
Кейсик е роден в Питсбърг, Пенсилвания, в семейството на Ан Вукович и Джон Кейсик-старши. Майка му има хърватски произход, а баща му чешки произход. Изповядва католицизъм. Кейсик се премества в Охайо и прави политическа кариера.
Следва в Охайо и завършва политически науки.
Той е бил член на Камарата на представителите от 1983 до 2001 г. и е губернатор на Охайо от 2011 г. Мандатът му като губернатор изтече на 14 януари 2019 г.

## Личен живот
Женен е и има 2 деца.